# Pronephrium menisciicarpon
Pronephrium menisciicarpon är en kärrbräkenväxtart som först beskrevs av Bl., och fick sitt nu gällande namn av Holtt. Pronephrium menisciicarpon ingår i släktet Pronephrium och familjen Thelypteridaceae. Inga underarter finns listade.